# Domänförlust
Domänförlust är ett språkpolitiskt begrepp, som betecknar processen varigenom ett språk förlorar sin användbarhet inom ett visst område, en domän. Det språk som förlusten sker till från de nordiska språken är i princip alltid engelska. Det område där svenskan framförallt anses hotas av domänförlust är högre utbildning och forskning inom naturvetenskap och teknologi.
Begreppet tycks ha vunnit sin främsta användning inom Norden. I språkvetarkretsar är begreppets giltighet numera ifrågasatt. År 2015 kallade exempelvis Olle Josephson begreppet ”sociolingvistiskt tvivelaktigt”. 
Allmänt kan ändå följande sägas om hur begreppet förstås och används.
Ett språks ställning stärks genom inrättandet av utbildningar, institutioner, utgivandet av tidningar, litteratur, ordböcker och encyklopedier, utsändning av radio- och tv-program och förekomsten av webbsidor. För specialiserade fackområden bidrar standardiseringsorgan och översättning av facklitteratur till stärkandet av ett språks ställning. Idén till sådana projekt sprids från ett språk till ett annat i den mån och takt som de kan finansieras. Till exempel har de första svenskspråkiga encyklopedierna på 1800-talet (Svenskt konversationslexikon, Nordisk familjebok) haft tyska Brockhaus som närmaste förebild. På finska utgavs den första egentliga encyklopedin (Tietosanakirja) på 1910-talet, på nynorska (Norsk Allkunnebok) på 1950-talet och på samiska finns fortfarande ingen omfattande encyklopedi. I många fall förutsätter sådana projekt en nationalstat. Svenska folkskolor inrättades 1842 med undervisning på svenska, men initiativet till reguljär undervisning på samiska togs långt senare. Först på senare tid har nationalstater tagit initiativ till att även skydda minoritetsspråk, till exempel genom att sända radioprogram på flera språk.
Alla sådana ansträngningar för att stärka och upprätthålla ett språks ställning (domänvinster) är dyrbara och kostnaden blir mer kännbar ju färre talare språket har. Inom områden där ny kunskap utvecklas snabbt kan det löna sig bättre att använda en internationell terminologi. Vid svenska universitet har avhandlingar skrivits på latin, franska, tyska, engelska och i varierande grad på svenska. För den enskilde forskaren, som kanske satsar på en internationell karriär, kan det vara en stor fördel att använda ett större språk. Enstaka undervisare gör ibland utspel som direkt bidrar till språkliga domänförluster.